# Péter apokalipszise
Péter apokalipszise újszövetségi apokrif irat. A műben miután a tanítványok érdeklődnek Jézus második eljövetelének jelei felől, „Péter” túlvilági látomásba merül és részletesen leírja az igazak mennyei boldogságát és az elkárhozottak pokolbéli büntetését.
A műre mind a zsidó apokaliptikus irodalom, mind a hellenisztikus időszak görög filozófiája hatással volt.

## Szerzősége
A könyv a kutatók szerint a 2. században keletkezett. A mű név szerint is megjelenik a Muratori-töredékben, amelyet a 2. század második felére datálnak.  Mindez azt sugallja, hogy legkésőbb 150 körül már léteznie kellett.

## Kanonizáció
Az irat végül nem került be az Újszövetség kánonjába, de úgy tűnik, hogy a Hermász pásztora mellett az egyik olyan alkotás volt, amely a legközelebb állt a bekerüléshez.

## Tartalma
Az ismeretlen szerző, aki Péter apostolnak vallja magát, a kanonikus evangéliumokra és a Jelenések könyvére támaszkodott, hogy elbeszélést hozzon létre közte és Jézus között a világvégi eseményekről. A Jelenések könyvétől eltérően azonban a mű az örök jutalmon és büntetéseken alapszik.
A bűnös embereket érő gyötrelmek leírása nyilvánvalóan az orfikus és pitagoreus vallási szövegekből származott, és ezzel a mennyről és a pokolról szóló idegen, „pogány” elképzeléseket vitte be a keresztény irodalomba.
Ez a legkorábbi fennmaradt keresztény mű, amely részletesen ábrázol a mennyről és a pokolról.

## Fennmaradt szövegek
A középkortól 1886-ig a mű csak idézetek és említések révén volt ismert. Egy töredezett koiné görög nyelvű kéziratot az 1886–87-es szezonban indított egyiptomi ásatások során fedeztek fel.
A szövegnek ma két, egymástól eltérő változata létezik: egy elveszett koiné görög eredeti alapján: egy rövidebb görög és egy hosszabb etióp változat.
A teljesebb fennmaradt változatot (etióp nyelven) 1910-ben fedezték fel.

## Magyarul megjelent
- Péter-apokalipszis; (klasszikus etióp) ford., jegyz., tan. Pesthy Monika, szerk. Simon Róbert; Corvina, Bp., 2009 (Keleti források)